# Lijst van rijksmonumenten in Montfoort (plaats)
De plaats Montfoort telt 25 inschrijvingen in het rijksmonumentenregister. Hieronder een overzicht.
| Object | Oorspronkelijke functie?  | Bouwjaar        | Architect       | Locatie             | Coördinaten?                 | Nr.?   | Afbeelding                                              |
| --- | ------------------------- | --------------- | --------------- | ------------------- | ---------------------------- | ------ | ------------------------------------------------------- |
| Sint-Joseph Pand met gepleisterde lijstgevel, dak eindigend in topgevels                                                                                           | Werk-woonhuis             | 18e eeuw        |                 | Heiliglevenstraat 4 | 52° 2' 39" NB, 4° 56' 47" OL | 30047  | Meer afbeeldingen                                       |
| Commanderij van Sint-Jan | Klooster, kloosteronderdl | 16e eeuw        |                 | Hofstraat 3         | 52° 2' 43" NB, 4° 56' 56" OL | 30048  | Meer afbeeldingen                                       |
| Woonhuis onder met pannen belegd schilddak. Voorgevel bepleisterd. Lijstgevel onregelmatig ingedeeld. Schuifvensters gedeeltelijk met roedenverdeling. Staafankers | Woonhuis                  |                 |                 | Hofstraat 7         | 52° 2' 43" NB, 4° 56' 56" OL | 30049  | Meer afbeeldingen                                       |
| Herenhuis met rechte kroonlijst | Woonhuis                  | 19e eeuw        |                 | Hofstraat 8         | 52° 2' 40" NB, 4° 56' 55" OL | 30050  | Herenhuis met rechte kroonlijst                         |
| In de pot Pand met gepleisterde afgeknotte gevel met korfboog en gevelsteen                                                                                        | Werk-woonhuis             | 17e eeuw        |                 | Hoogstraat 7        | 52° 2' 45" NB, 4° 56' 57" OL | 30051  | Meer afbeeldingen                                       |
| Pand met renaissance topgevel met enige versieringen | Woonhuis                  | 16e eeuw        |                 | Hoogstraat 31       | 52° 2' 44" NB, 4° 56' 54" OL | 30052  | Meer afbeeldingen                                       |
| Gepleisterde herenhuis, rechte kroonlijst, eibernest op schoorsteen                                                                                                | Werk-woonhuis             | 18e eeuw        |                 | Hoogstraat 6        | 52° 2' 47" NB, 4° 56' 59" OL | 30053  | Meer afbeeldingen                                       |
| Pand met gepleisterde topgevel | Woonhuis                  | 18e eeuw        |                 | Hoogstraat 28       | 52° 2' 45" NB, 4° 56' 56" OL | 30054  | Meer afbeeldingen                                       |
| Pand met gepleisterde topgevel | Woonhuis                  | 18e eeuw        |                 | Hoogstraat 30       | 52° 2' 45" NB, 4° 56' 55" OL | 30055  | Meer afbeeldingen                                       |
| Stadhuis. Hoge gevel met rechte kroonlijst aan weerszijden in trapgevels eindigend. Onlangs gerestaureerd, annex de IJsselpoort                                    | Bestuursgebouw en onderdl | 15e of 16e eeuw |                 | Hoogstraat 36       | 52° 2' 45" NB, 4° 56' 54" OL | 30056  | Meer afbeeldingen                                       |
| Grote of Sint-Janskerk (Montfoort) | Kerk en kerkonderdeel     | ca. 1500        |                 | Korte Kerkstraat 5  | 52° 2' 42" NB, 4° 56' 54" OL | 30057  | Meer afbeeldingen                                       |
| Topgevel van een kapel tegenover de kerk | Vanwege onderdelen kerk   | 16e eeuw        |                 | Korte Kerkstraat 8  | 52° 2' 42" NB, 4° 56' 52" OL | 30058  | Meer afbeeldingen                                       |
| Pand met langgerekte gepleisterde gevel | Vanwege onderdelen kerk   |                 |                 | Korte Kerkstraat 12 | 52° 2' 41" NB, 4° 56' 53" OL | 30059  | Meer afbeeldingen                                       |
| De Valk | Industrie- en poldermolen | 1753            |                 | Molenstraat 27      | 52° 2' 34" NB, 4° 56' 48" OL | 30060  | Meer afbeeldingen                                       |
| Kasteel Montfoort | Kasteel, buitenplaats     | 16e eeuw        |                 | Om 't Hof 2         | 52° 2' 39" NB, 4° 57' 1" OL  | 30061  | Meer afbeeldingen                                       |
| Overblijfselen van de stadsmuur van Montfoort | Omwalling                 |                 |                 | Molenstraat / N228  | 52° 2' 34" NB, 4° 56' 49" OL | 30062  | Overblijfselen van de stadsmuur van Montfoort           |
| Overblijfselen van de stadsmuur van Montfoort | Omwalling                 |                 |                 | Molenstraat / N228  | 52° 2' 34" NB, 4° 56' 48" OL | 30063  | Overblijfselen van de stadsmuur van Montfoort           |
| Overblijfselen van de stadsmuur van Montfoort | Omwalling                 |                 |                 | Molenstraat / N228  | 52° 2' 36" NB, 4° 56' 53" OL | 30064  | Overblijfselen van de stadsmuur van Montfoort           |
| Overblijfselen van de stadsmuur van Montfoort | Omwalling                 |                 |                 | Achterdijk          | 52° 2' 37" NB, 4° 56' 46" OL | 30065  | Overblijfselen van de stadsmuur van Montfoort           |
| Overblijfselen van de versterkingen, wallen en grachten | Omwalling                 |                 |                 |                     | 52° 2' 36" NB, 4° 57' 0" OL  | 30066  | Overblijfselen van de versterkingen, wallen en grachten |
| Pand met gepleisterde topgevel | Werk-woonhuis             | 18e eeuw        |                 | Heiliglevenstraat 1 | 52° 2' 40" NB, 4° 56' 48" OL | 356011 | Meer afbeeldingen                                       |
| Overblijfselen van het Kasteel Montfoort | Archeologisch monument    | 12e eeuw        |                 |                     | 52° 2' 39" NB, 4° 57' 1" OL  | 45831  | Overblijfselen van het Kasteel Montfoort                |
| Transformatorhuisje Julianalaan | Nutsbedrijf               | 1934            | Tekenkamer PUEM | Julianalaan 3       | 52° 2' 35" NB, 4° 56' 43" OL | 512113 | Meer afbeeldingen                                       |
| Geboorte van de Heilige Johannes de Doper | Kerk en kerkonderdeel     | 1923-1925       | W. te Riele     | Om 't Wedde 2       | 52° 2' 41" NB, 4° 56' 47" OL | 512115 | Meer afbeeldingen                                       |